# Compagnie de Saint-Gobain
Die Compagnie de Saint-Gobain ist ein börsennotierter französischer Industriekonzern. Die unter seinem Dach vereinten Unternehmen beschäftigten 2023 rund 160.000 Mitarbeiter bei einem Jahresumsatz von rund 50 Milliarden Euro.
Die 1665 gegründete Saint-Gobain zählt zu den ältesten Unternehmen der Welt und ist weltweit in 75 Ländern vertreten. Namentlich bei Flachglas, Baustoffen, Industriekeramik, Hochleistungskunststoffen und im Baustoffhandel spielt die Unternehmensgruppe eine führende Rolle; bei etlichen Produkten aus diesen Bereichen sogar als Weltmarktführer oder als europäischer Marktführer. Ihre Aktivitäten sind in drei Hauptsparten unterteilt: Innovative Werkstoffe, Bauprodukte und Baufachhandel.

## Organisation
Die Muttergesellschaft ist eine börsennotierte Aktiengesellschaft. Unter dem Dach der Muttergesellschaft werden rund 1200 Einzelgesellschaften konsolidiert. Saint-Gobain ist eine Matrixorganisation. Sie ist unterhalb der Generaldirektion in Generaldelegationen und Hauptsparten unterteilt.
In Deutschland, Österreich und den Benelux-Ländern wird Saint-Gobain vertreten durch die Generaldelegation für Mitteleuropa mit Sitz in Aachen. Sie stellt insoweit eine Besonderheit dar, als dass es sich um keine eigenständige Gesellschaft, sondern um eine Zweigniederlassung (Betriebsstätte) der französischen Muttergesellschaft handelt.

## Geschichte

### Entstehung des Unternehmens im Zeitalter des Merkantilismus

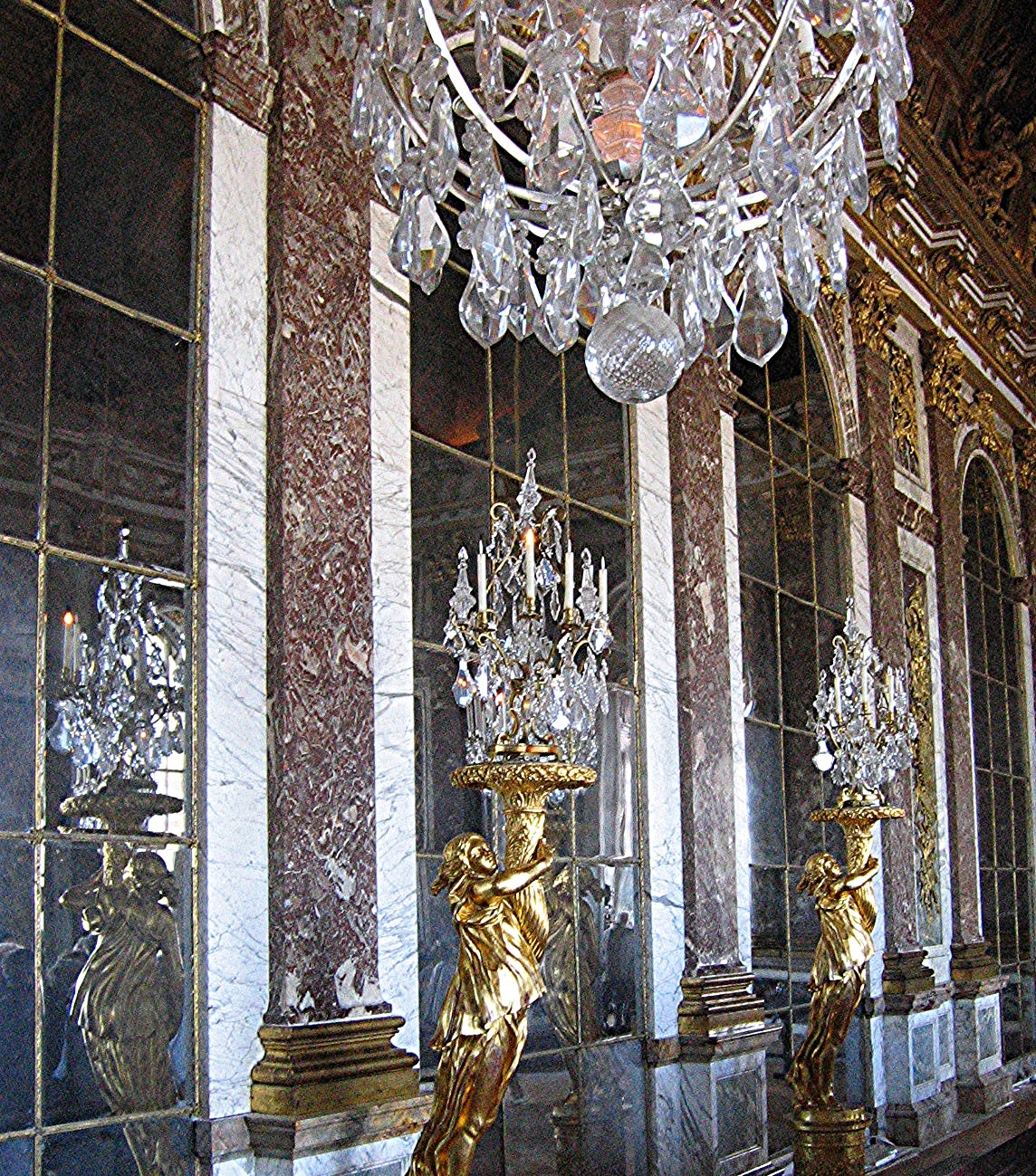
Schloss Versailles, Spiegelsaal

Unter König Ludwig XIV. erhielt sein Contrôleur général des finances, Jean-Baptiste Colbert, den Auftrag, eine Compagnie des Glaces in Paris zu gründen. Dies war die Geburtsstunde der Manufacture Royale des glaces de Miroirs (königliche Spiegelglas-Manufaktur) im Pariser Faubourg Saint-Antoine. Wie manch andere Betriebe, die in jener Zeit entstanden, war sie ein Element der zentral gesteuerten Wirtschaftspolitik Frankreichs im 17. Jahrhundert. Der damals vorherrschenden merkantilistischen Produktionslehre folgend, wurden die Güter in solchen Betrieben in genau festgelegter Art und Qualität und in arbeitsteilig durchorganisierter Produktion hergestellt, im Gegensatz zur zuvor vorherrschenden kunsthandwerklichen Produktionsweise. Zur Gründung wurden 20 Glasmacher der venezianischen Insel Murano abgeworben, die bis dato ein mehr als zweihundertjähriges Monopol auf die Herstellung von Kristallspiegeln besaßen. Obwohl Markt und Produktion staatlich reguliert waren, lag das Unternehmertum in privater Hand. Der erste Großauftrag des jungen Unternehmens war die Glasproduktion für den Spiegelsaal des königlichen Schlosses in Versailles.
Nach mehreren Umgründungen und Umbenennungen firmierte die Gesellschaft unter dem Namen Compagnie des Grandes Glaces. Sie erhielt 1688 von Staats wegen das Monopol auf die Herstellung von Flachglas aller Abmessungen ab 60 Zoll × 40 Zoll (1,56 m × 1,04 m) aufwärts. 1692 wurde die Produktion in das Dorf Saint-Gobain in der Picardie in Nordfrankreich verlegt. In den folgenden Jahren kamen weitere Produktionsstätten hinzu. Die neuen Standorte dienten schließlich als Namensgeber für die neue Firma: Manufactures des Glaces et des Produits Chimiques de St. Gobain, Chauny et Cirey à Paris.

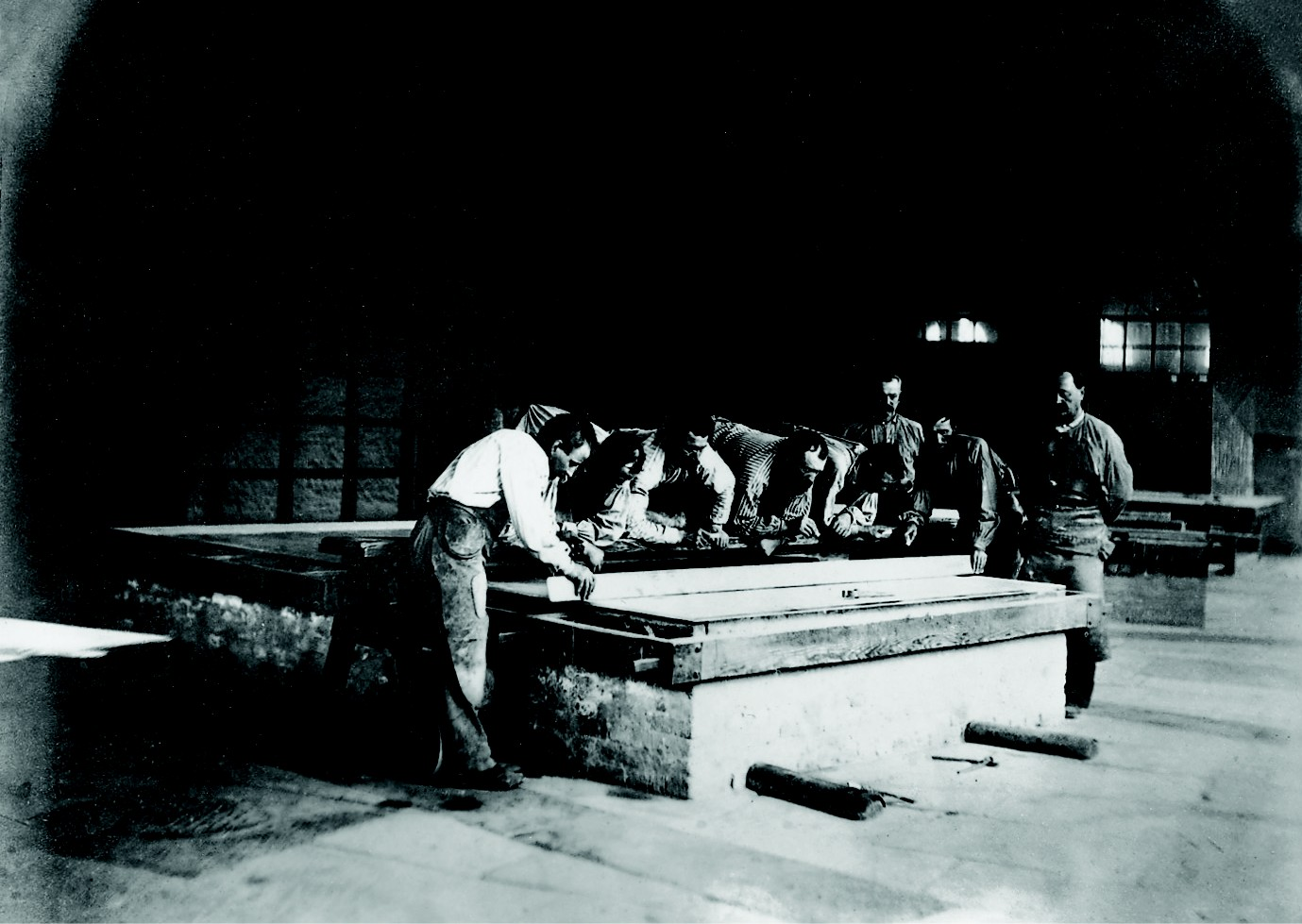
Herstellung von Glas im Tischwalzverfahren

Nach dem Tod von Colbert wurden Konkurrenzunternehmen zugelassen. Das Unternehmen geriet nach dem Verlust des Monopols zunächst in wirtschaftliche Schwierigkeiten. Es konnte jedoch aus eigener Kraft erneut eine Vormachtstellung erringen: Louis Lucas de Nehou, Hüttendirektor bei Saint-Gobain, entwickelte ab 1688 ein neues Verfahren für die Herstellung von Flachglas, mit dem sich dieses in besserer Qualität, größeren Mengen und größeren Abmessungen herstellen ließ. Bei diesem so genannten Tischwalzverfahren wird die Glasschmelze auf ebenen Gießtischen ausgegossen, sodann mit schweren Walzen glatt gewalzt und schließlich mit Sand geschliffen. Zuvor wurde Flachglas zumeist durch Erhitzen, Aufschneiden und Flachwalzen von zylindrischem Glas gewonnen (Antikglas). Etwa ab 1691 gelangte das neue Gießverfahren zur Marktreife. Saint-Gobain verdrängte damit nach und nach die zuvor vorherrschende venezianische Glasproduktion vom europäischen Markt. Nehous Methode wurde im Laufe der Zeit ständig verbessert, blieb jedoch im Prinzip bis ins 19. Jahrhundert das Standardverfahren für die Herstellung von Flachglas.
Im 18. Jahrhundert profitierte Saint-Gobain noch von staatlichen Privilegien. Die französische Revolution bedeutete den endgültigen Abschied von dieser Wirtschaftsweise: Am 4. August 1789 beschloss die Nationalversammlung die Abschaffung des für die bourbonische Monarchie charakteristischen Privilegiensystems. Mit dem code de commerce von 1807 setzte die napoleonische Regierung ein neues Gesellschaftsrecht ein, auf der Grundlage von Gewerbefreiheit und Konkurrenz.

### Wachstum zu einem europäischen Großunternehmen

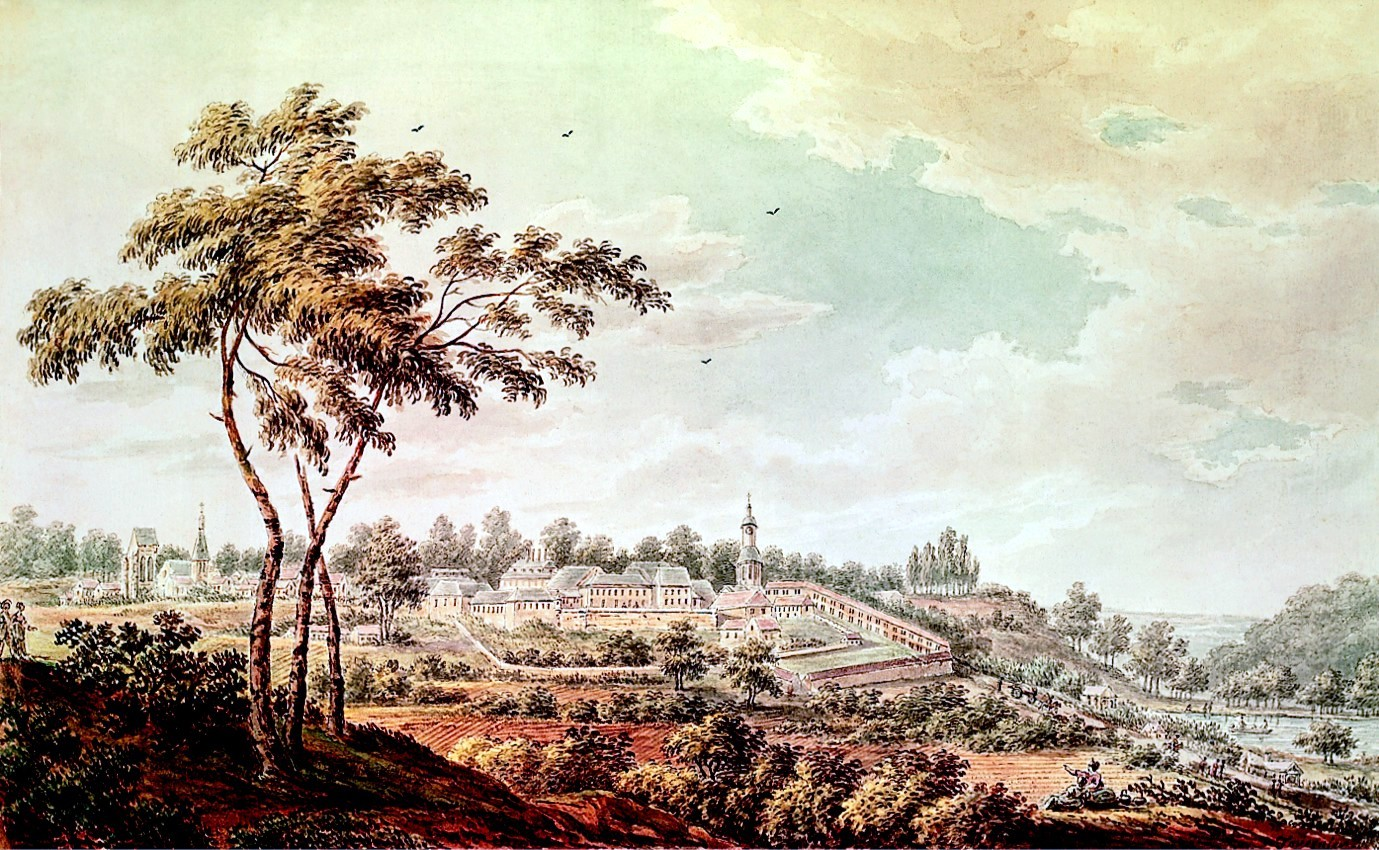
Saint-Gobain im 18. Jahrhundert

Zu Beginn des 19. Jahrhunderts bekam Saint-Gobain starke Konkurrenz durch die Aktiengesellschaft Manufacture royale des cristaux et de verres en table, die in ihrer Hütte St. Quirin Tafelglas herstellte. Um 1840 teilten sich beide Unternehmen jeweils etwa zur Hälfte den europäischen Markt für Flachglas. Bei der Expansion nach Deutschland hatte Saint-Quirin sogar einen Vorsprung. Andererseits begannen die beiden Unternehmen ab 1830 bezüglich Verkauf und Lagerhaltung zu kooperieren und in den folgenden Jahren wiederholt Fusionsgespräche miteinander zu führen. Etwa ab 1850 wurde die europäische Konkurrenz, vor allem in Großbritannien und Belgien, immer stärker. Unter diesem äußeren Druck wurde die Fusion in den 1850er Jahren vorangetrieben und kam 1858 schließlich zustande. Saint-Gobain wird damit zum dominierenden Flachglasproduzenten in Europa.
Mit der Fusion wurde der Firmenname bestimmt: Société Anonyme des Manufactures des Glaces et Produits Chimiques de Saint-Gobain, Chauny & Cirey (Aktiengesellschaft der Spiegelmanufakturen und chemischen Fabriken von Saint-Gobain, Chauny & Cirey).

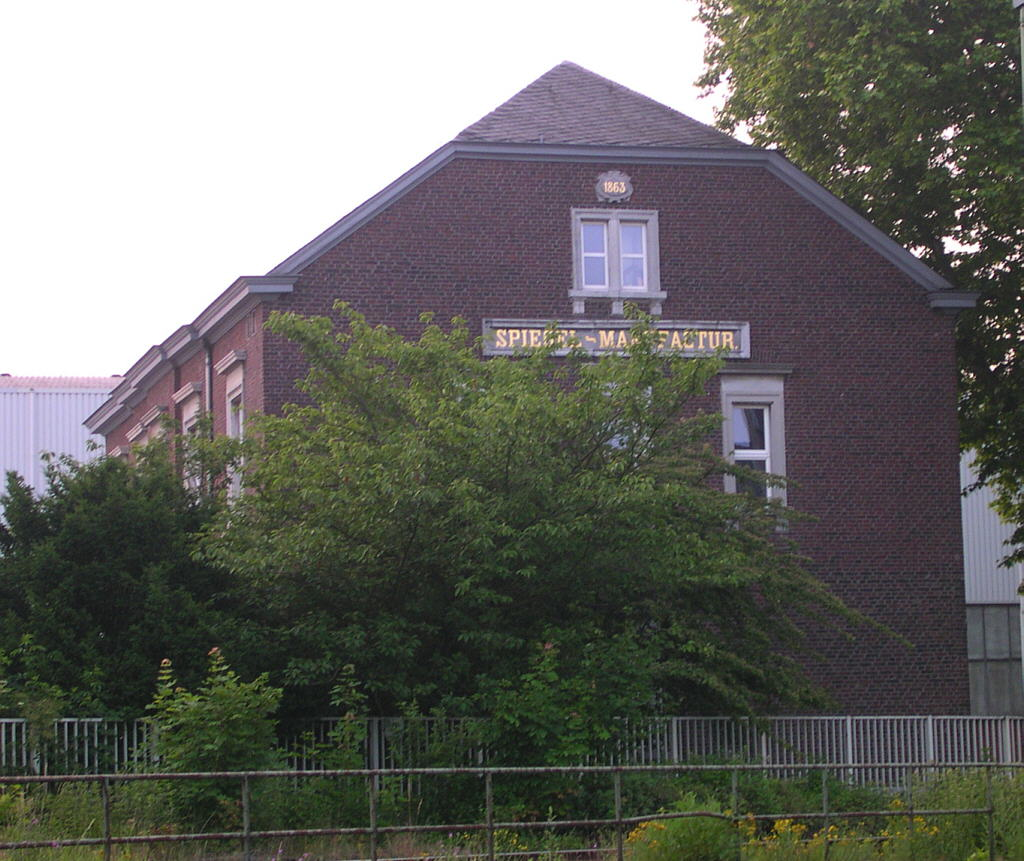
Spiegelglashütte in Stolberg, Gebäude von 1863

Um die gleiche Zeit wurde die Expansion nach Deutschland vorangetrieben. 1853 war, noch von Saint-Quirin, die erste Niederlassung in Deutschland gegründet worden, die Spiegelmanufaktur im badischen Waldhof, das 1897 nach Mannheim eingemeindet wurde. 1857 wurde, diesmal direkt seitens Saint-Gobain, die seit 1837 bestehende Spiegelglashütte in Stolberg-Münsterbusch mit Unternehmenshauptsitz in Aachen übernommen.
Diese Aktivitäten waren der Beginn einer für mehr als hundert Jahre durchgehaltenen, klar umrissenen Expansions- und Arrondierungsstrategie. Im Kern bestand sie darin, sich auf den Sektor Glas und eng angrenzende Produktionsbereiche zu beschränken, aber auf diesem Sektor die Marktführerschaft durch geografische Expansion und fortwährende Modernisierung der Produktion zu behaupten. Die geografische Expansion wurde meist durch Aufkauf und Ausbau bestehender Betriebe bewerkstelligt.
Es folgten Gründungen von Fabriken im italienischen Pisa (1888), im böhmischen Bilin (1897), an den belgischen Produktionsstandorten Franière (1898) und Sas van Gent (1904) sowie im spanischen Arija. Auf dem amerikanischen Markt war Saint-Gobain seit 1831 präsent, zunächst durch eine Verkaufsniederlassung in New York. Um 1920 folgte der Kauf von Unternehmensanteilen verschiedener Glas produzierender Unternehmen in den USA.

### Im deutsch-französischen Spannungsfeld zwischen 1866 und 1919

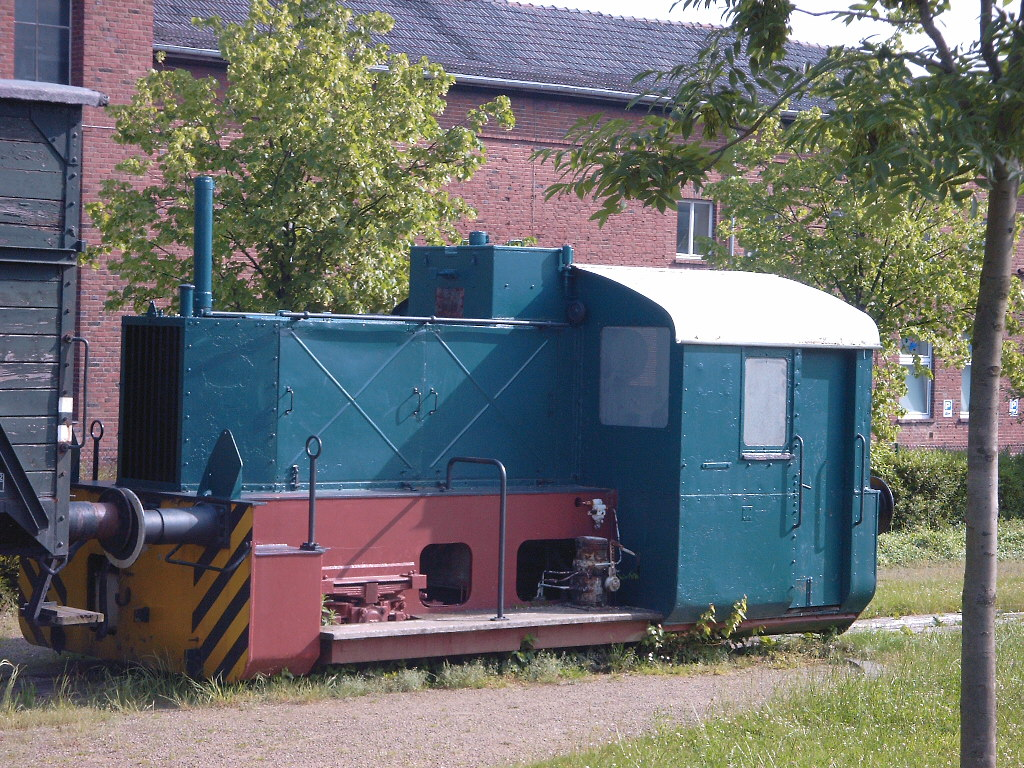
Lokomotive Deutz 46385/1947 der VEGLA Stolberg

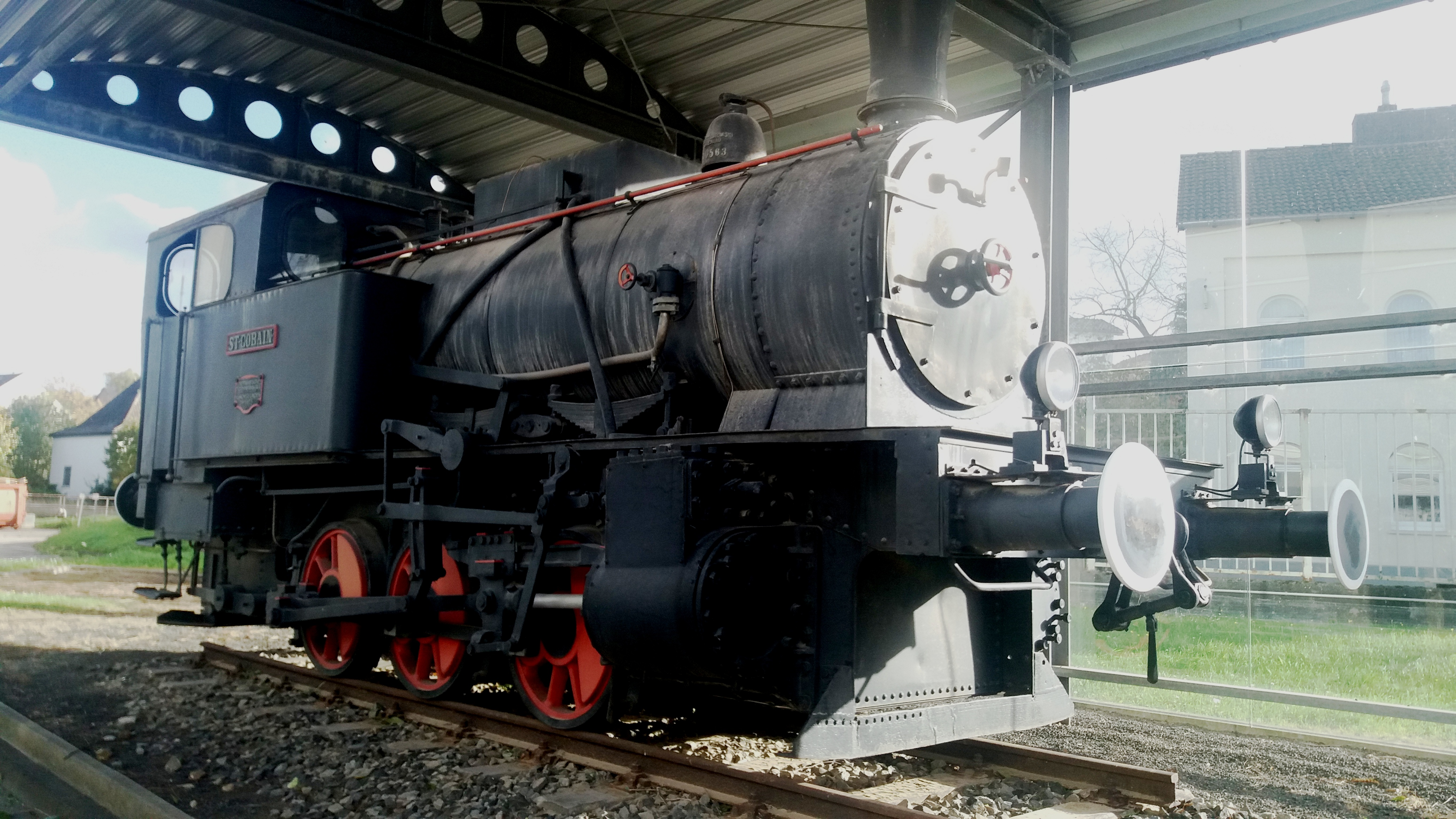
Lokomotive St. Gobain Hannoversche Maschinenbau AG (1913)

Trotz dieser internationalen Expansion spielte die Produktion in Deutschland eine herausragende Rolle: Um 1872 machte die Produktion der Fabriken in Waldhof und Stolberg rund 40 % an der gesamten Produktion von Saint-Gobain aus.
Bei einer solch engen Verflechtung blieb es nicht aus, dass die bis 1945 oft von Feindschaft und Krieg gekennzeichneten französisch-deutschen Beziehungen und die sprunghafte und oft gegenläufige Entwicklung der beiden wirtschaftlichen und politischen Systeme ihre Spuren in der Unternehmensgeschichte hinterließen. Bereits vor dem Preußisch-Österreichischen Krieg von 1866 waren im Konzern Verwicklungen und Einbußen befürchtet worden. Dennoch war 1866, auf Grund der hohen Nachfrage in den USA und in Großbritannien, ein wirtschaftlich erfolgreiches Jahr.
Hingegen brachte der Deutsch-Französische Krieg von 1870/1871 Produktion und Verkauf fast völlig zum Erliegen. Über den Hafen von Antwerpen konnte der Export nach England, Amerika und Skandinavien aufrechterhalten werden. Dadurch konnten die nicht zum Kriegsdienst eingezogenen Unternehmensangehörigen weiter beschäftigt und der komplette Zusammenbruch des Betriebes verhindert werden.
1863 kaufte Saint-Gobain die Glashütte in Stolberg und begann mit dem Bau eines neuen Werkes am heutigen Standort im Schnorrenfeld an der Einmündung des Vichtbachs in die Inde. Hier entstand 1866 die erste Gussglashalle Deutschlands.
Am 11. Dezember 1867 eröffnete die Rheinische Eisenbahn-Gesellschaft nur für Güterverkehr die Bahnstrecke Stolberg–Stolberg-Spiegelmanufaktur mit 1,4 km Länge.
Im Ersten Weltkrieg wurde das Vermögen der Saint-Gobain-Gruppe als Feindvermögen der Zwangsverwaltung durch deutsche Direktoren unterworfen. Die Produktionsstätten in Waldhof und im schlesischen Altwasser wurden von den Zwangsverwaltern an deutsche Unternehmer versteigert. Die Saint-Gobain-Beteiligungen an den Hütten Herzogenrath und Sindorf wurden veräußert. Das Werk Stolberg wurde vom dortigen Zwangsverwalter weitergeführt. Jedoch brach dort, wie in der gesamten deutschen Glasindustrie, wegen des Mangels an Kohle und an Arbeitskräften die Produktion bis 1918 auf rund ein Fünftel des Vorkriegsniveaus ein.
In den Jahren 1919 bis 1921 bekam Saint-Gobain aufgrund des Versailler Vertrages die im Krieg verkauften Betriebe wieder zurück. Die zwischenzeitlichen Eigentümer erhielten eine Entschädigung. In der Tradition der Vorkriegszeit nahm Saint-Gobain die Geschäftstätigkeit in der Weimarer Republik wieder auf.

### Saint-Gobain in der Weimarer Republik und im Zweiten Weltkrieg

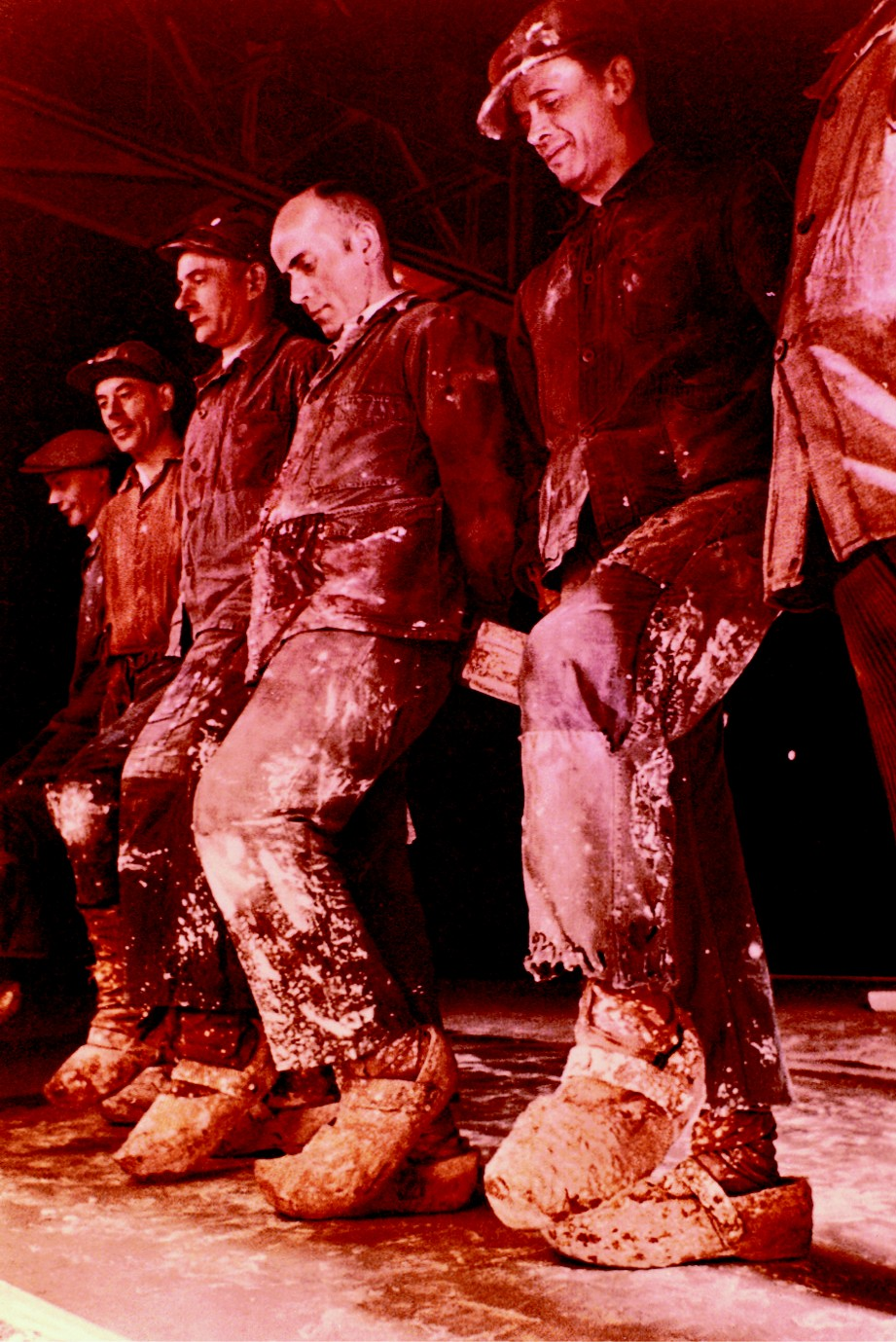
Glastänzer (Vorbereitung des Poliervorgangs), um 1920

1919–1920 eröffnete Saint-Gobain ein Zentralbüro für Deutschland. Es hatte seinen Sitz zunächst in Stolberg, jedoch wurde dieser 1924 nach Aachen verlegt, wo er sich bis in die Gegenwart befindet. Das Zentralbüro hat die Aufgaben, die Interessen und Finanzen des Konzerns in Deutschland zu vertreten und die Finanzen für Deutschland zu verwalten. Zuvor waren die deutschen Betriebe lediglich Niederlassungen mit geringem Handlungsspielraum. Alle finanziellen Transaktionen, einschließlich der Löhne und Gehälter, wurden von Paris aus abgewickelt. Insbesondere in der Nachkriegszeit mit ihrer strikten Devisenbewirtschaftung, bei der alle Auslandsüberweisungen sowohl auf französischer als auch auf deutscher Seite von Amts wegen genehmigt werden mussten, war dies hinderlich.
Es dauerte rund zehn Jahre, bis die Glasproduktion in Deutschland wieder den Vorkriegsstand von 1913 erreichte. Allgemeine wirtschaftliche Schwierigkeiten im Deutschland der Zwischenkriegszeit, besonders die Inflation von 1923, führten dazu, dass die Erholung nur langsam und krisenhaft verlief.

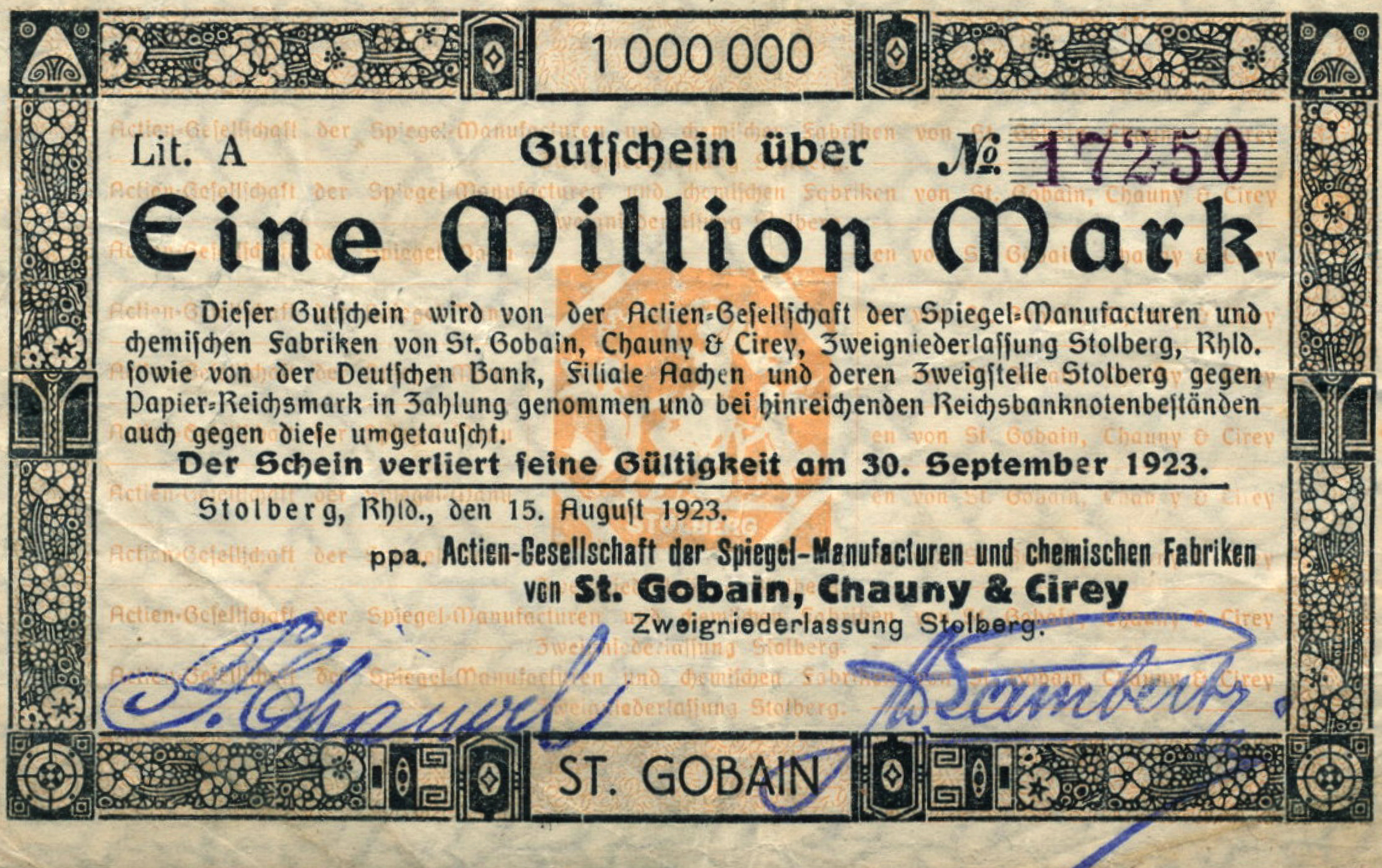
Inflationsgeld St. Gobain, Stolberg 1923

In dieser wirtschaftlich schwierigen Zeit führte das Unternehmen über die gesetzlich festgelegte soziale Sicherung hinaus zusätzliche Maßnahmen ein, indem es zum Beispiel 1923 Inflationsgeld für die Mitarbeiter drucken ließ oder 1926 die Pensionskassen-Aktien-Gesellschaft der Deutschen Saint-Gobain-Gruppe gründete.

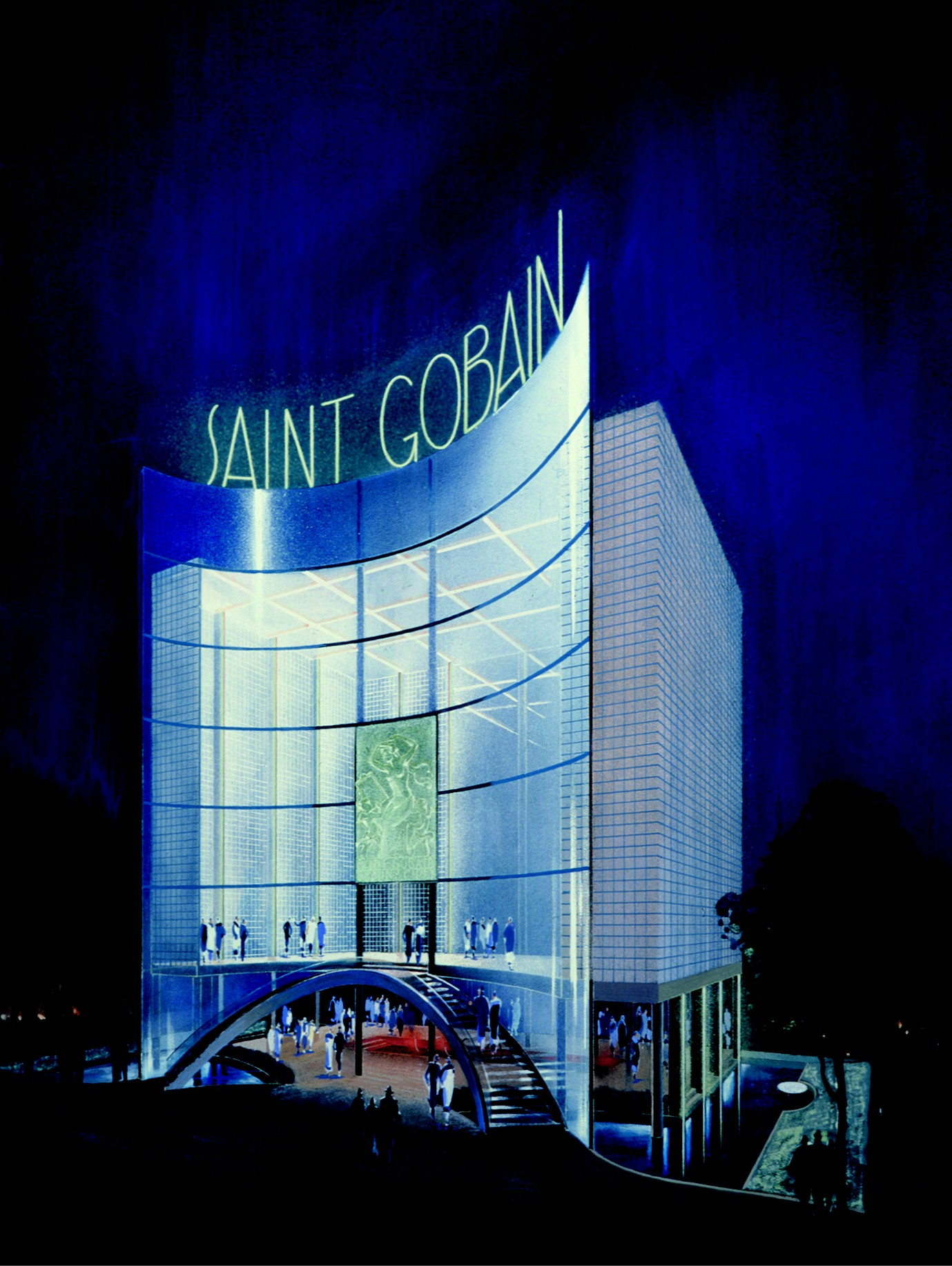
Glasarchitektur bei der Weltausstellung 1937

Die Liquiditätsprobleme in der Nachkriegswirtschaft setzten der Glasindustrie, mit ihrem ständigen hohen Innovations- und Kapitalbedarf, zu, hinzu kam starker Druck durch amerikanische Konkurrenz. Das Aufblühen der Automobilindustrie und die Wolkenkratzerarchitektur mit ihren großen Glasfassaden schufen in den Vereinigten Staaten eine enorme Nachfrage nach Flachglas, die der dortigen Glasindustrie zugutekam. Obwohl insgesamt ein Wachstum zu verzeichnen war und das Konzernvermögen durch weitere Zukäufe von Betrieben und Innovation gemehrt werden konnte, kam es mehrfach zu unternehmerischen Krisen. So wurde die Spiegelglasproduktion im Traditionswerk Waldhof 1930 eingestellt. Drei Viertel der rund 400 Stellen in jenem Werk gingen verloren. Unter diesem wirtschaftlichen Druck errichtete der Verein deutscher Spiegelglasfabriken mit Beteiligung von Saint-Gobain 1931 ein Produktionskartell. Saint-Gobains Anteil an diesem Kartell betrug 46 Prozent. 1936 entstand aus dem Zusammenschluss von vier Glashütten die Vereinigten Glaswerke Aachen. Zweigniederlassung der Aktiengesellschaft der Spiegelmanufakturen und chemischen Fabriken von Saint-Gobain, Chauny & Cirey mit Sitz in Stolberg.
In den ersten Jahren der NS-Diktatur, von 1933 bis 1938, wurde die Autonomie des Unternehmens nicht angetastet. Saint-Gobain konnte sich vergrößern, Beteiligungen erwerben und wichtige Innovationen vorantreiben. Erst nach der militärischen Niederlage Frankreichs im Juni 1940 wurde die deutsche Saint-Gobain-Beteiligung unter Zwangsverwaltung gestellt. Zu einer Zerschlagung des Konzerns, einer Herauslösung der deutschen Beteiligung, kam es jedoch nicht, obwohl das Reichsministerium für Wirtschaft dies anstrebte. Am 29. Juli 1942 quartierte die Stolberger VEGLA in einem Lager auf ihrem Betriebsgelände 68 männliche Zwangsarbeiter ein. Bis 1943 blieb der Geschäftsgang stabil, mit einer Umsatzentwicklung wie in Friedenszeiten. Jedoch in den Jahren 1944 und 1945 kam es zum Zusammenbruch.

### Innovation im 20.Jahrhundert

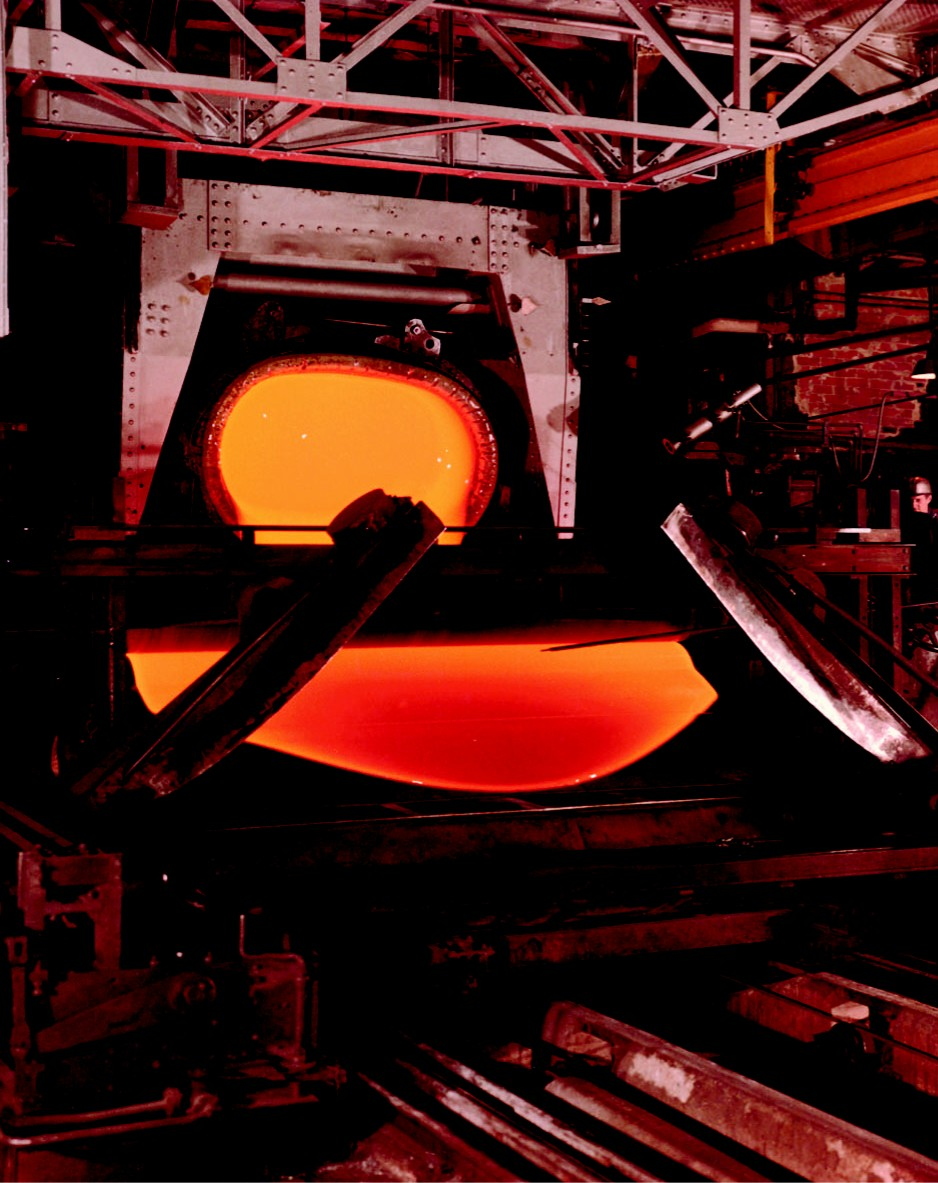
Bicheroux-Verfahren

Ab 1910 setzte sich eine neue Methode der Glasherstellung durch: Beim Bicheroux-Verfahren, benannt nach Max Bicheroux, wird das geschmolzene Glas nicht zu einem Gießtisch transportiert und dort ausgegossen, sondern direkt aus dem Schmelzofen auf eine schiefe Ebene. Dort wird es zwischen zwei Walzen im Endlosverfahren glatt gewalzt. Diese Methode wurde zunächst in französischen Saint-Gobain-Fabriken eingeführt und zwischen 1910 und 1914 im Werk Herzogenrath perfektioniert. Im Stolberger Werk wurde sie dann während des Ersten Weltkrieges eingeführt. Sie trug dazu bei, dass nach dem Ersten Weltkrieg die Produktion der deutschen Glasindustrie binnen weniger Jahre wieder das Vorkriegsniveau erreichte.
Gegen Ende des Ersten Weltkrieges und in den Jahren danach herrschte Steinkohlemangel, bedingt durch den Mangel an Transportkapazität, Zwangslieferungen von Steinkohle an Frankreich und die Ausfälle während der Ruhrbesetzung. Die rheinische Glasindustrie überbrückte diesen Mangel durch Umstellung der Produktion auf die vor Ort vorhandene Braunkohle, damit trug sie zur Entwicklung des Rheinischen Braunkohlereviers bei.
Eine weitere Produktivitätssteigerung ergab sich durch Ziehglas-Verfahren, namentlich das Fourcault-Verfahren und das amerikanische Libby-Owens-Verfahren in den 1920er und das Pittsburgh-Verfahren in den 1930er Jahren. Dabei wurde das flüssige Glas mittels eines Rahmens aus der Schmelze gezogen. Es ergab sich ein dramatischer Umbruch in der Glasindustrie: Nur Unternehmen, die an diesen neuen Verfahren partizipierten und sie mit vorantrieben, konnten bei den Produktionskosten mithalten. Traditionell arbeitende Betriebe mussten schließen.

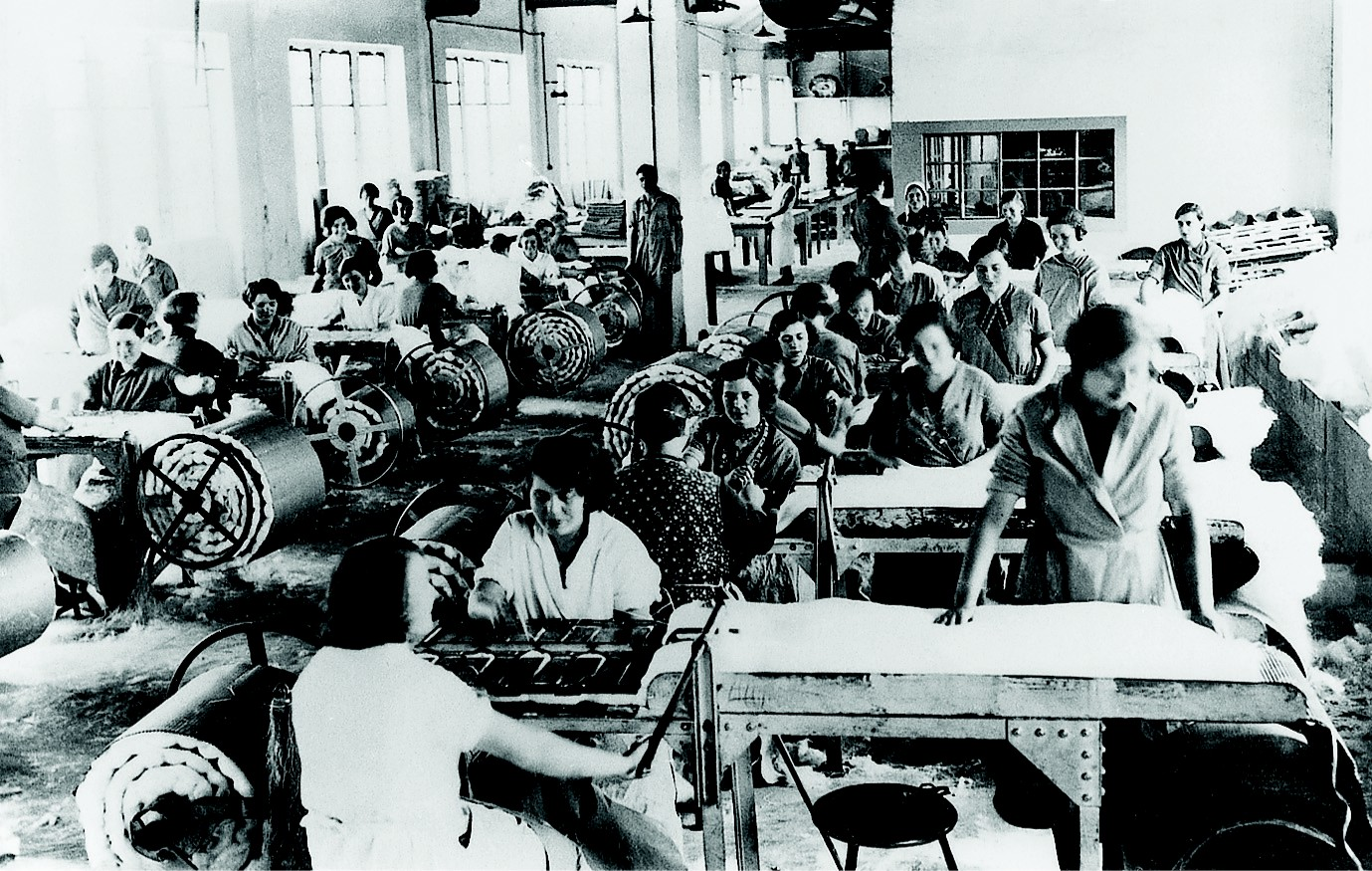
Produktion von Glaswolle

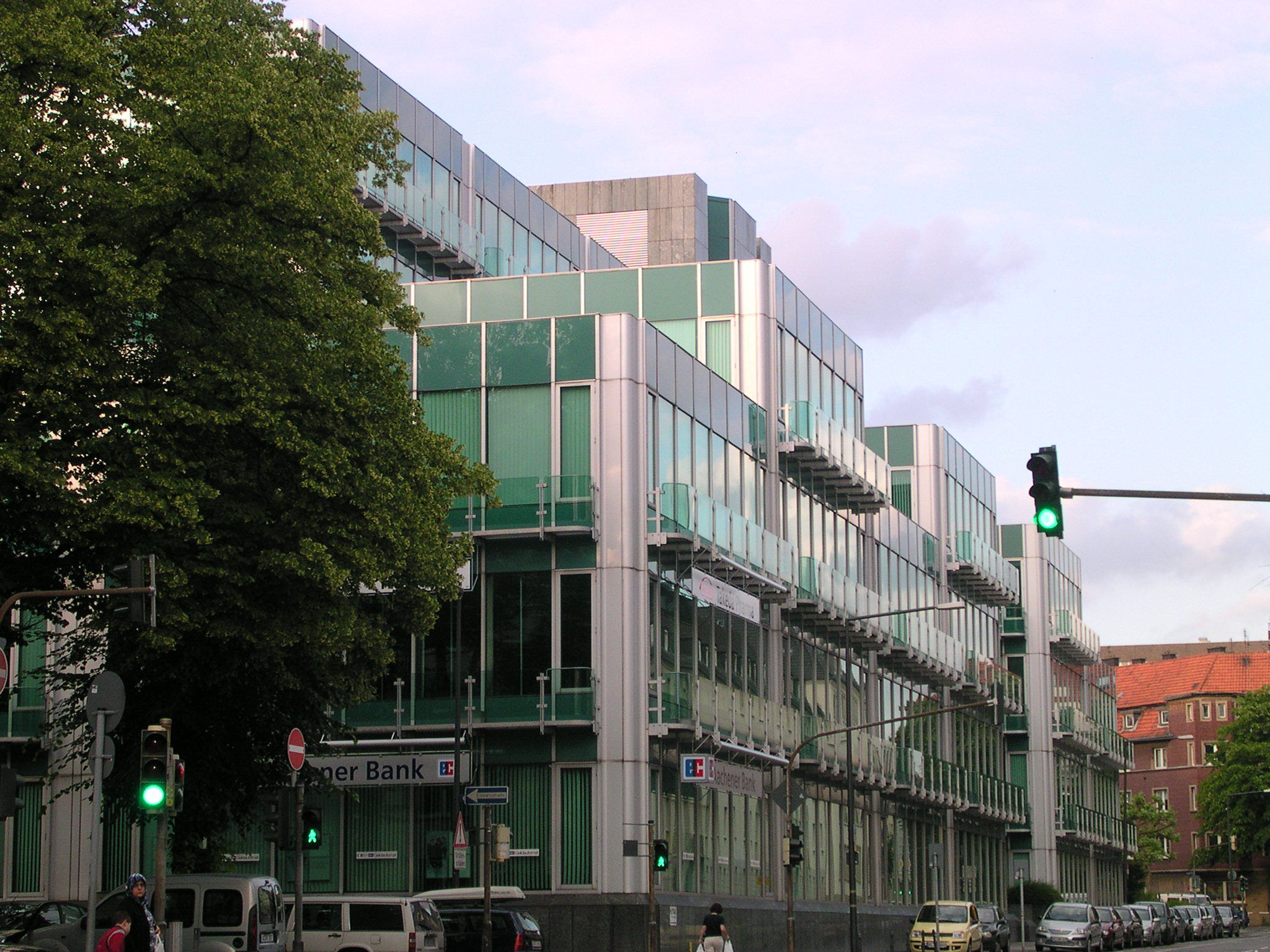
VEGLA-Haus (Altes Verwaltungsgebäude in Aachen wurde 2019/2020 abgerissen)

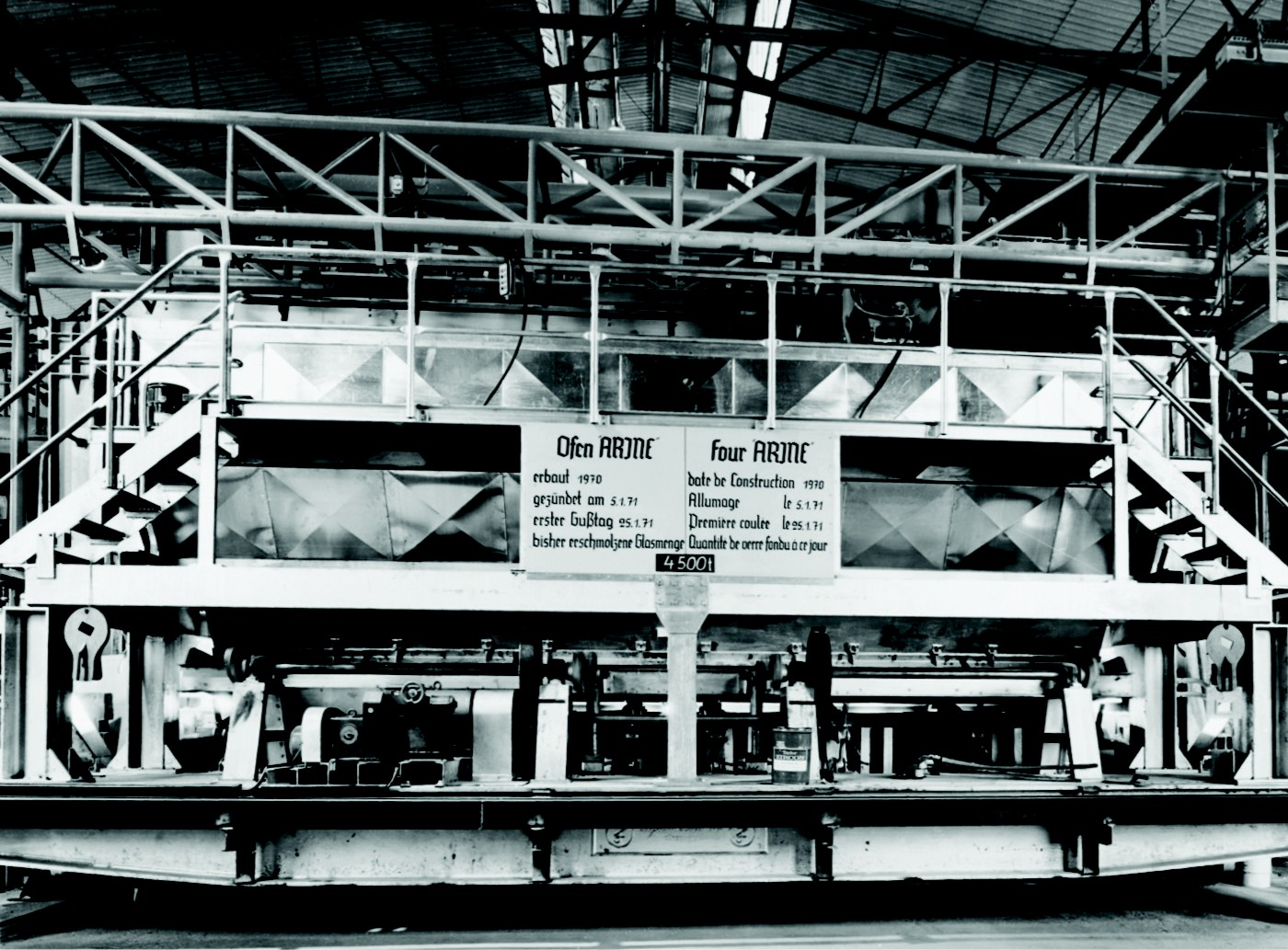
Gemengeaufgabe der Schmelzwanne einer Floatglas-Anlage

Saint-Gobain modernisierte die Produktion, beteiligte sich an Betrieben in Deutschland und den USA, die mit den neuen Verfahren arbeiteten, und konnte seine Konkurrenzfähigkeit wahren. Allerdings führten die neuen Verfahren Ende der 1920er Jahre zu hohen Überkapazitäten und zwischen 1925 und 1936 zum Verlust von mehr als der Hälfte der ursprünglich rund 16.000 Arbeitsplätze in der deutschen Tafelglasindustrie.
1927 präsentierte Saint-Gobain das Sicherheitsglas Securit. 1929/1930 wurde das Einscheiben-Sicherheitsglas, das bis heute als Standard-Sicherheitsglas im Automobilbau verwendet wird, von Saint-Gobain auf den Markt gebracht, bei Frontscheiben wurde dieses mittlerweile durch Verbund-Sicherheitsglas abgelöst.
1931 bis 1935 erwarb Saint-Gobain Rechte und Unternehmensbeteiligungen zur Herstellung von Glaswolle. Das Verfahren war ursprünglich von Friedrich Rosengarth beim Unternehmen Hager in Bergisch Gladbach entwickelt und von diesem patentiert worden. Rosengarth hatte bei einem Kirmesbesuch bei der Herstellung von Zuckerwatte zugesehen und sich dadurch inspirieren lassen, ein ähnliches Schleuderverfahren für Glas zu erproben. Ab Mitte der 1930er Jahre eroberte das neue Produkt rasch seinen Markt und wurde zu einer gängigen Alternative der bis dahin gebräuchlichen Dämmstoffe.
In ähnlicher Weise engagierte sich der Konzern bei dem neuen Produkt Glasfaser. 1936 wurden die notwendigen Rechte erworben, 1938 begann die Produktion im Herzogenrather Werk von Saint-Gobain. In den Zwischenkriegs- und Kriegsjahren war Glasfaser zunächst ein wichtiges Isoliermaterial im U-Boot-Bau. Die vielfältigen Verwendungsmöglichkeiten setzten sich in der zweiten Hälfte des Jahrhunderts nach und nach durch. Im Jahr 1952 übernahm Saint-Gobain in Aachen die von Ferdinand Kinon aufgebaute und von seinem Vater 1871 gegründete Spezialglasfabrik. Diese firmiert nun unter Vetrotech Saint-Gobain Kinon GmbH. Mit der Übernahme erhielt Saint-Gobain deren gesamten Bestand an Patent- und Schutzrechten. Kinon war führend auf dem Sektor für schussfestes Glas für militärische und zivile Anwendungen, gefärbte Verbundgläser für Fliegerbrillen und Verbund-Sicherheitsglas.
1966 nahm im Porzer Saint-Gobain-Werk die erste deutsche Floatglas-Anlage ihren Betrieb auf und begründete damit in Deutschland das noch heute übliche Verfahren, nach dem inzwischen rund 95 Prozent des gesamten Flachglases hergestellt werden.

### Entwicklung von 1970 bis 2018
In den Jahren seit 1970 vollzog Saint-Gobain eine Abkehr von der zuvor seit Generationen durchgehaltenen Geschäftsstrategie: Das Unternehmen entwickelte sich zu einem internationalen Mischkonzern.
Der Anfang dieser Entwicklung war die Fusion mit der Société Pont-à-Mousson 1970. Diese war ihrerseits ein traditionsreiches, seit 1856 bestehendes Unternehmen, aber aus einer anderen Branche, der Eisenindustrie. Der Firmenname geht zurück auf den Gründungsort des Unternehmens, die lothringische Stadt Pont-à-Mousson. Neben weiteren Werken am Stammsitz und an anderen Orten in Frankreich brachte Pont-à-Mousson die seit 1756 bestehende Halbergerhütte in Saarbrücken in die Konzernfusion ein.

Pont-à-Mousson mit Moselbrücke

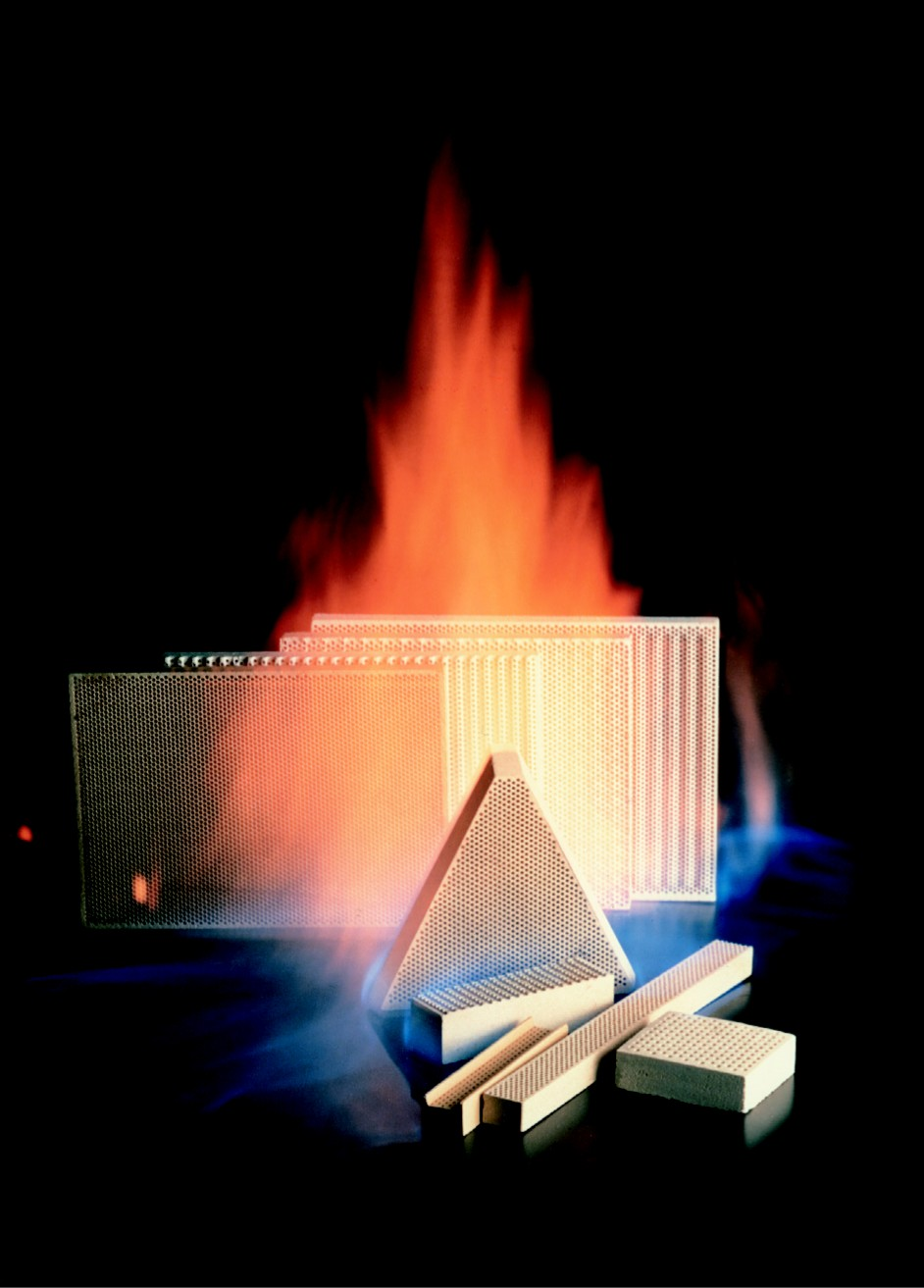
Hitzebeständige Industriekeramik

Das bis 2016 verwendete Unternehmenslogo erinnerte an diese Fusion: Es zeigte in stilisierter Form die Moselbrücke in Pont-à-Mousson. Das aktuelle Logo übernahm von diesem die unteren Ränder der ersten Brückenbögen, die in die Silhouetten von mit dem Konzern verbundenen Gebäuden übergehen.
1971–1972 erwarb Saint-Gobain 89 Prozent der Grünzweig+Hartmann AG, einem ebenfalls seit dem 19. Jahrhundert bestehenden Unternehmen. Grünzweig+Hartmann hielt mit einer Reihe von Patenten eine starke Stellung auf dem Markt für Dämmstoffe aller Art, unter anderem mit der bekannten Marke ISOVER.
Einen Umbruch ganz anderer Art brachte das Jahr 1981 mit sich. Die neu gewählte französische Regierung unter dem sozialistischen Präsidenten François Mitterrand ordnete die Verstaatlichung des Konzerns an. Nach dem Wahlsieg der Gaullisten 1986 wurde diese Maßnahme jedoch widerrufen und der Konzern reprivatisiert. Nach dem Fall des Eisernen Vorhangs engagierte sich die Unternehmensgruppe in zunehmendem Maße in Osteuropa. Eine erste Niederlassung in Ungarn wurde 1991 gegründet. Eine Niederlassung in der tschechischen Republik folgte 1993.
Die Erweiterungsstrategie des Konzerns in der jüngsten Vergangenheit kennzeichnen weitere Zukäufe:
- 1990 der Erwerb des auf dem Sektor Industriekeramik und Schleifmittel weltweit vertretenen amerikanischen Norton-Konzerns.
- 1991 eine weitere Expansion in die Hohlglasindustrie durch den Kauf der Mehrheit der Anteile an der weltweit vertretenen Oberland Glas AG. 1994 wurde dieser Anteil durch ein weiteres Übernahmeangebot an die anderen Aktionäre von 60 auf 88 Prozent ausgebaut.
- 1996 der Einstieg in die Baustoff-Branche und den Baufachhandel, verbunden mit dem Kauf der Poliet-Gruppe in Frankreich.
- 1999 eine Erweiterung der Aktivitäten im Rohrleitungsguss, verbunden mit dem Erwerb des Schalker Vereins von der Thyssen-Gruppe. Weitere Zukäufe in Großbritannien und Frankreich, auch verbunden mit dem Kauf von Handelsgesellschaften wie Reisser D+K, arrondierten diesen Bereich.
- 2000 die bis dahin größte Akquisition in der Unternehmensgeschichte: der Kauf des Handelskonzerns Raab Karcher von der Stinnes-Logistik-Gruppe. Das Stammunternehmen von Raab-Karcher, 1848 gegründet, war ursprünglich eine Kohleneinkaufgesellschaft. Bis 1998 hatte sich das Unternehmen zu einem Handelshaus mit mehr als 300 Niederlassungen und einem Jahresumsatz von 12,5 Milliarden DM entwickelt.

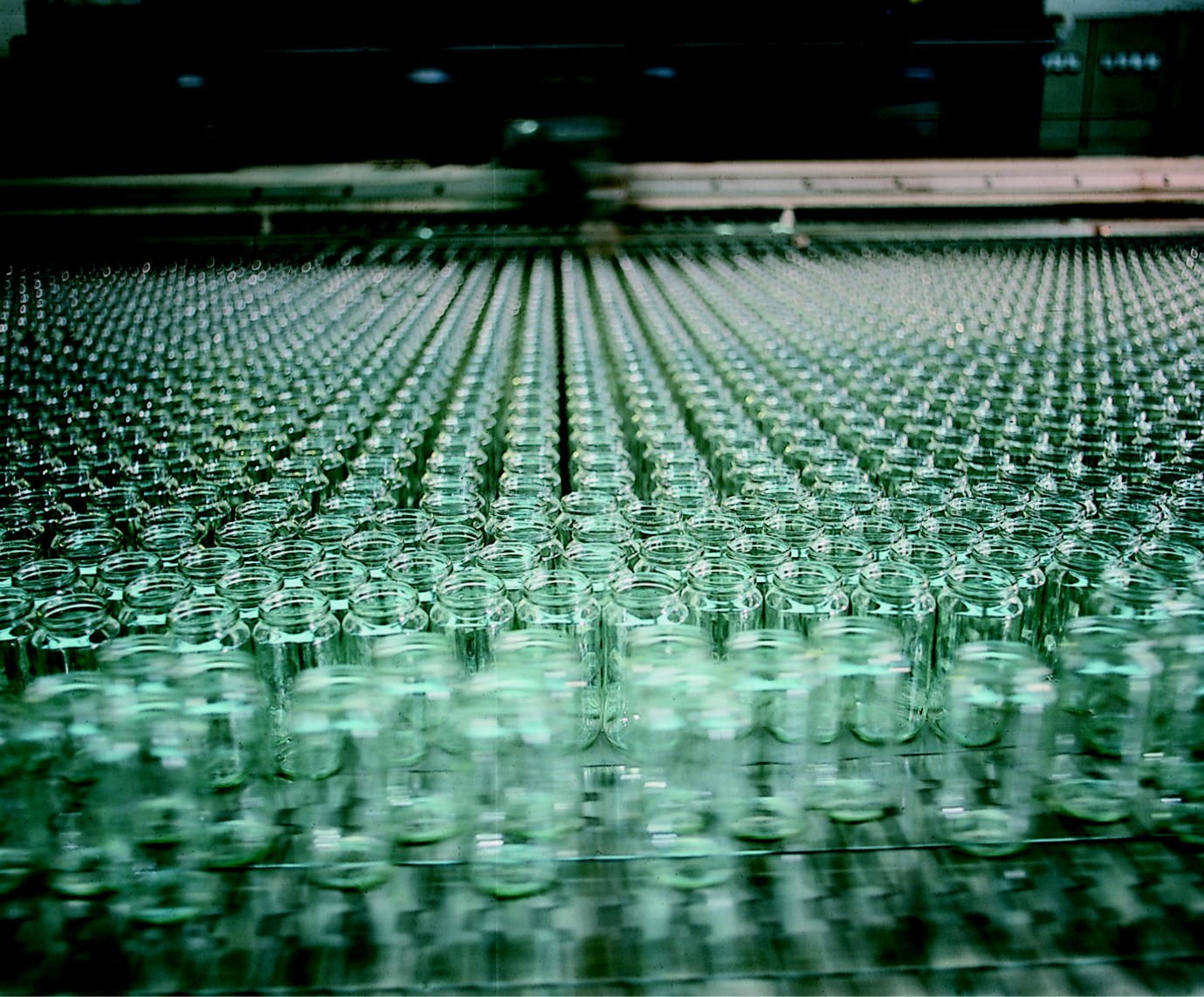
Glasbehälterproduktion, Saint-Gobain Oberland AG

Eine solche Erweiterungsstrategie bringt nicht immer und in allen Teilbereichen stetiges Wachstum. In manchen Fällen wurden Teile der zuvor erworbenen Beteiligungen wieder verkauft. Beispielsweise wurde ein Teil der Beteiligungen, die Pont-à-Mousson in die Fusion der beiden Konzerne einbrachte, bis 1975 veräußert. Es handelte sich dabei um Beteiligungen in der Eisen- und der chemischen Industrie. Die 1997 erworbene Beteiligung an Essilor, einem der weltweit tonangebenden Hersteller von Brillengläsern, wurde bereits 2000 wieder abgestoßen. Weiterhin wurden Schrumpfungsmaßnahmen durchgesetzt, beispielsweise Anfang der 1990er Jahre bei den von Grünzweig+Hartmann erworbenen Unternehmen im Dämmstoffbereich oder bei von Pont-à-Mousson eingebrachten Werken.
Die 1990er brachten die bis dahin größte Dynamik und die größten Umschichtungen in der langen Unternehmensgeschichte mit sich. 50 Prozent der Tätigkeiten, die zehn Jahre zuvor noch ausgeübt worden waren, sind veräußert worden. 60 Prozent der Umsatzerlöse bis 1998 stammten aus Neuerwerbungen der zehn Jahre davor.

### Jüngste Unternehmensentwicklung

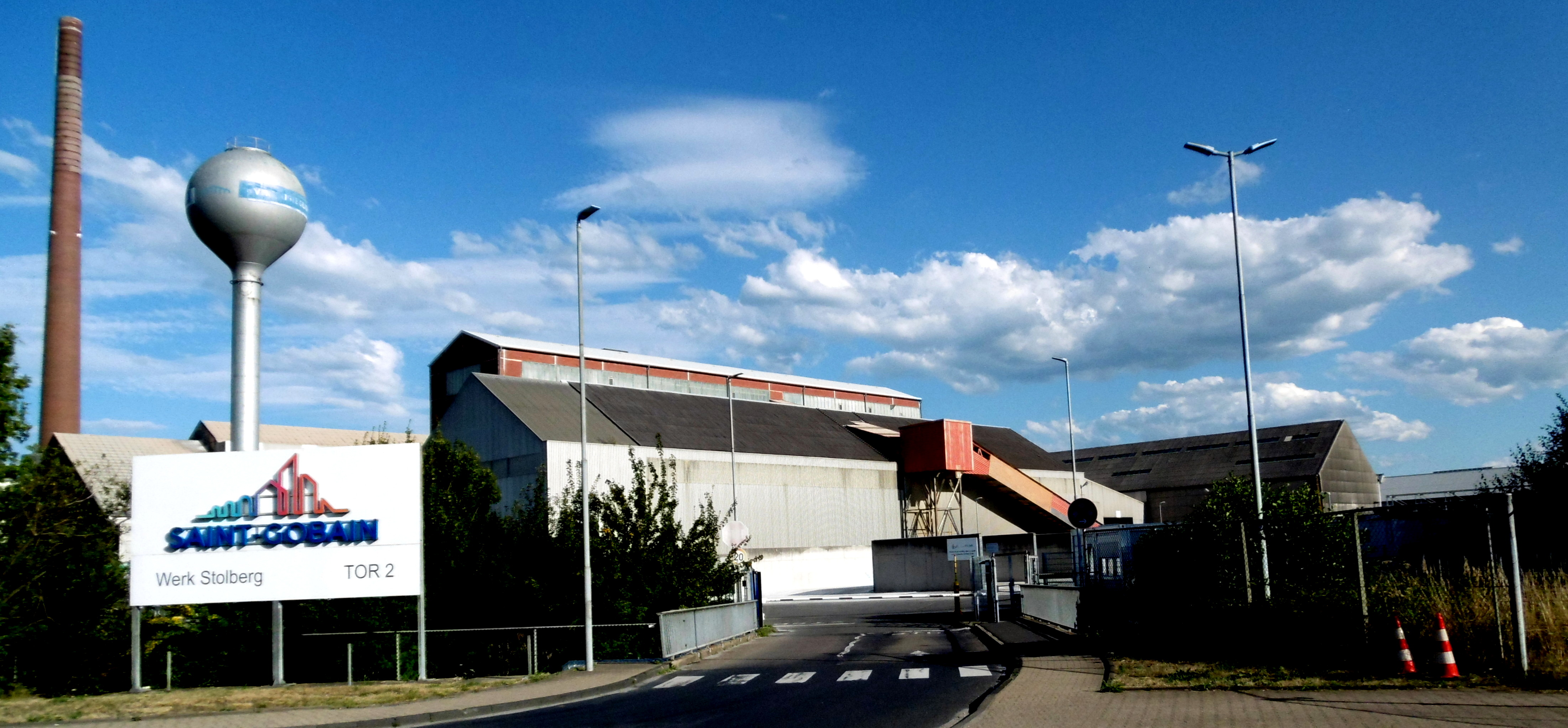
Saint-Gobain in Stolberg

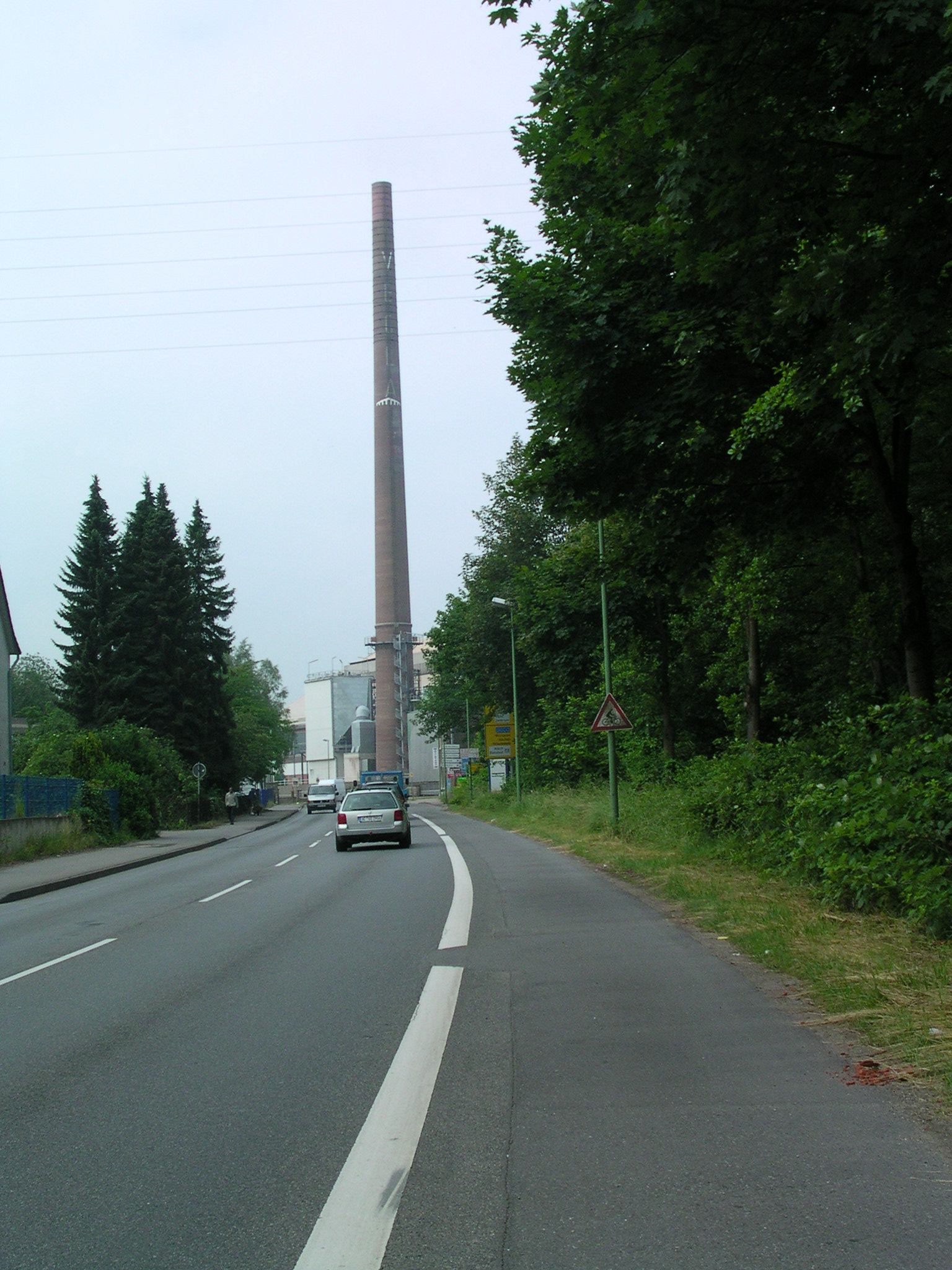
Kamin Eschweiler Straße 2006

Im August 2005 legte Saint-Gobain den Aktionären seines Zulieferers BPB plc ein Übernahmeangebot in Höhe von 7,20 Pfund (rund 10,50 Euro, Wechselkurs Stand Oktober 2005) pro Aktie vor. Der Gesamtwert des Angebots belief sich auf rund 5,25 Milliarden Euro. BPB war Weltmarktführer bei Gipskartonplatten und unter anderem Muttergesellschaft des deutschen Unternehmens Rigips. Die Akquisition war die größte in der Geschichte von Saint-Gobain und würde, so hoffte das Unternehmen, die Marktstellung auf dem Gebiet der Bau-Dämmstoffe entscheidend verstärken.
Das BPB-Management empfahl seinen Aktionären das Angebot abzulehnen und versuchte, die feindliche Übernahme durch den Kauf eigener Aktien abzuwehren. Im November 2005 erhöhte Saint-Gobain sein Angebot auf 7,75 Pfund pro Aktie, entsprechend einem Gesamtwert von 5,7 Milliarden Euro. Es kam zu weiteren Verhandlungen zwischen den beiden Unternehmensleitungen, die schließlich zu einer Übereinkunft führten. Das BPB-Management empfahl seinen Aktionären eine Annahme des Angebots. Ende 2005 kam die Übernahme schließlich zustande.
2007 übernahm der Konzern für 2,13 Milliarden Euro von Heidelberg Cement deren Baustoff-Tochter Maxit.
Im November 2007 verhängte EU-Wettbewerbskommissarin Neelie Kroes gegen das Unternehmen eine Geldstrafe von 134 Millionen Euro. Saint-Gobain war an einem internationalen Kartell mit den Unternehmen Guardian aus den Vereinigten Staaten, Pilkington aus Großbritannien und Asahi aus Japan beteiligt, das illegale Preisabsprachen getroffen hatte. Im November 2008 verhängte die Europäische Union ein weiteres Bußgeld in Höhe von 900 Millionen Euro.
Im Dezember 2014 kündigte Saint-Gobain an, für rund 2,5 Milliarden Euro die Stimmenmehrheit an der Schweizer Sika AG erwerben zu wollen. Aufgrund des Widerstands des Managements und eines Teils der Aktionäre blieb dieser Versuch der feindlichen Übernahme bis Ende 2016 vorläufig erfolglos.
Im September 2015 wurde der Firmensitz in Aachen von der Viktoriaallee auf das Gelände des Alten Tivoli an der Krefelder Straße (B57) verlegt. Das Gebäude in der Viktoriaallee wurde 2019/2020 abgerissen.
Im Oktober 2015 veräußerte Saint-Gobain seine Verpackungssparte Verallia an den Finanzinvestor Apollo Global Management LLC und Bpifrance.
Mit Wirkung vom 24. September 2018 fiel die Aktie der Compagnie de Saint-Gobain aus dem europäischen Index Euro Stoxx 50. Eine Wiederaufnahme erfolgte am 18. September 2023.
Per 30. Juli 2021 verkaufte Saint-Gobain seinen niederländischen Baustoffhandel mit den Marken Raab Karcher, De Jager Tolhoek, Tegelgroep Nederland, Galvano und Van Keulen an die ebenfalls niederländische BME-Gruppe.

### Forschung und Entwicklung
Mit der Eröffnung der neuen Forschungszentren in Capivari, Brasilien (2016), und Chennai, Indien (2012), ist Saint-Gobain jetzt mit acht interdisziplinären F&E-Zentren weltweit vertreten (Aubervilliers, Cavaillon und Chantereine in Frankreich, Herzogenrath in Deutschland, Northboro in den Vereinigten Staaten, Shanghai in China, Chennai in Indien und Capivari in Brasilien). Darüber hinaus betreibt Saint-Gobain zwölf Fachforschungszentren und rund 100 Entwicklungsabteilungen.